# 雅科夫·特里亞皮岑
雅科夫·特里亚皮岑（俄语：Яков Иванович Тряпицын́，1897年4月25日—1920年7月9日）全名雅科夫·伊万诺维奇·特里亚皮岑是一名蘇俄時期的軍事指揮官，他在1920年指揮發動廟街事件大屠殺。

## 生平
特里亚皮岑在第一次世界大战期间为俄羅斯帝國陸軍少尉，曾两次获得聖喬治十字勳章與一次聖喬治勳章。1918年夏天，因为布列斯特-立陶夫斯克条约的签订而复员。回到俄罗斯后，他加入赤卫队。1918年6月至10月，他到萨马拉参與镇压左翼叛亂。同年秋天，被派到西伯利亚的东部战线。在俄国内战期间，他活跃于西伯利亚和远东共和国。

## 廟街事件
1920年1月，特里亚皮岑发动庙街事件，他的游擊隊用劍與斧頭殘酷屠殺庙街的日本人與日本军队還有當地的俄羅斯居民，受害者不分男女老幼還有婦女與嬰兒甚至是當地政府官員以及俄国白军的支持者，如同俄羅斯其他各地的红色恐怖，整座城鎮變成人類屠宰場，屠殺手段包含虐待甚至是强奸，以及丟進河裡活活淹死，幾乎屠殺廟街的所有人口，整座城鎮幾近滅絕，屠殺手段非常血腥，而且搶劫掠奪城鎮居民的財物與黃金。
日本政府得知後全國哀悼，帝國議會召開一次廟街事件的特別會議，而且向蘇俄政府表示強烈抗议，進而佔領庫頁島北部區域，直到1925年與蘇聯政府簽訂日蘇基本條約。

## 死亡
最後游擊隊不敵日本軍隊強大攻勢，特里亞皮琴撤退到柯比村，多數人員與游擊隊乘坐蒸汽船撤離，其餘人員步行通過針葉林，特里亞皮琴在撤退前實行焦土政策，燒毀廟街整座城鎮，也槍殺剩下的日本人與俄羅斯公民，還有持反對意見的蘇俄共產黨人也被槍殺。撤退到達柯比村，安德烈耶夫·伊凡·季霍諾維奇領導叛變，逮捕特里亞皮琴與他的支持者，召集紅軍代表與柯比村民一同召開審判法庭，稱為「第103號審判」，随后他與21名游擊隊成員，包含他的懷孕妻子擔任游擊隊參謀長的妮娜·列別傑娃也站在他的旁邊，總計23人一同被槍決，還有33人逮捕入獄，其餘被逮捕的人員最後釋放。
第103號審判法庭代表蘇俄政府指控他的罪名有「獨裁、反革命、濫用權力、處決蘇俄共產黨人、謀殺平民，以及違反蘇俄政府的政策，不斷破壞共產主義制度的公信力，打擊蘇俄政府權威，處以死刑」。

## 評價
- 他是克魯泡特金的信徒，一名激進的無政府共產主義者，他相信只要經由革命來建立自由公社的聯盟，也就是暴力推翻政府與破壞私有財產。
- 他反對建立远东共和国（緩衝區，蘇俄與日本之間的一個緩衝國家）而且主張持續對抗日本軍隊。他給列寧的電報內容表示「建立緩衝區是愚蠢的決定」，甚至向伯力革命指揮部表示「將堅持前線，反對緩衝區」[3][1]。|                                                  | 我們在兩個月前告知你們，日本人正準備佔領整個遠東地區，戰爭已經無法避免，而且你們用緩衝區背叛整個紅軍，你們已經瓦解了這支足以消滅西伯利亞日軍的紅軍… |
| ——特里亞皮琴發給莫斯科列寧與伊爾庫茨克揚松的密電 | |
- 1925年，已經在1922年成立的蘇聯政府將國際衝突的罪責全推給特里亞皮琴。
- 曾經擔任远东共和国人民革命军總司令的加倫將軍給他的評價如下|            | 特里亞皮琴是蘇維埃政權的戰士…他們就這樣毀了他… |
| ——加倫將軍 |                                                |

## 註釋

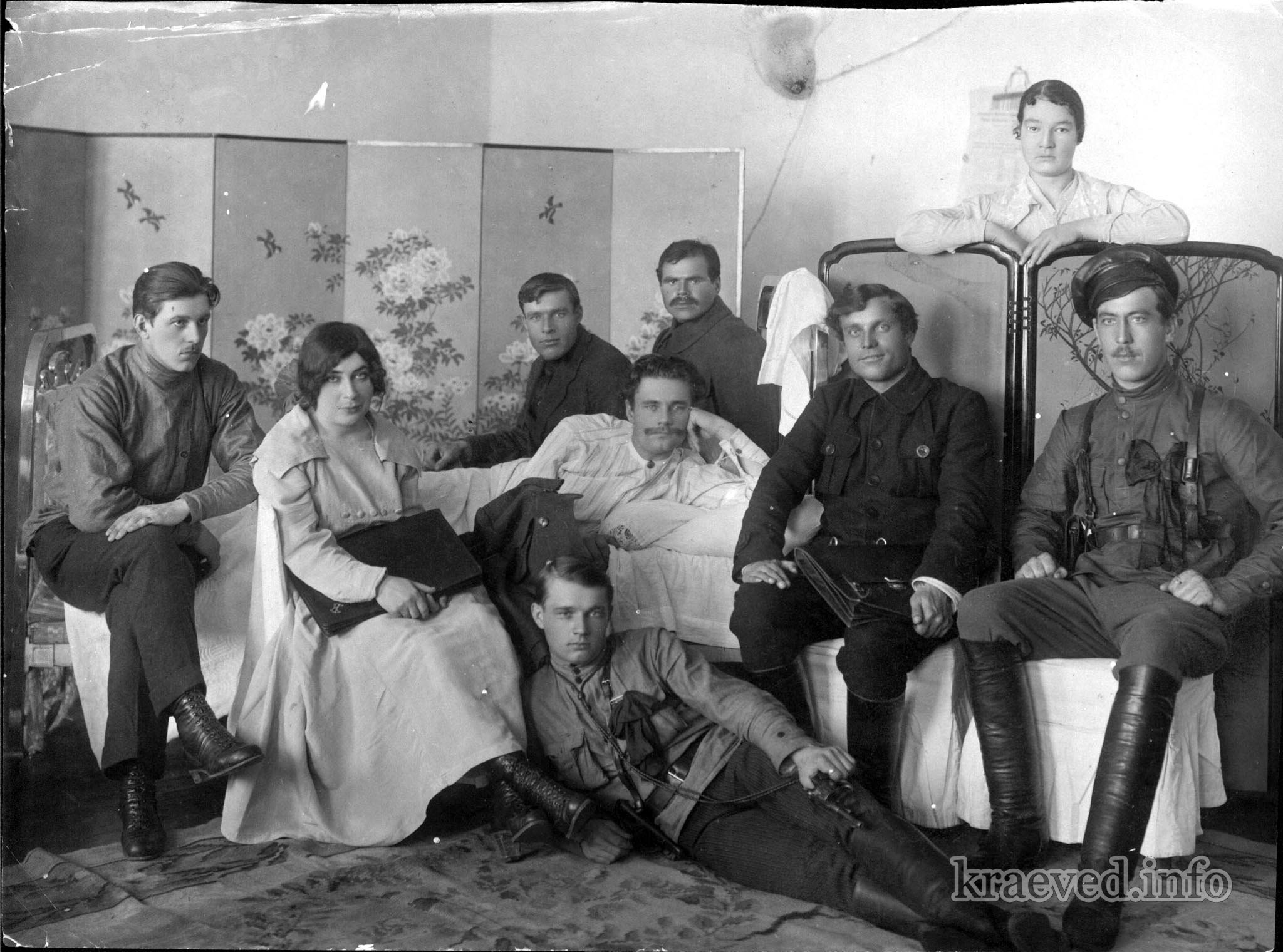
1920年3月底，紅軍尼古拉區前線的指揮部，雅科夫·伊萬諾維奇·特里亞皮岑（中間穿白衣的側躺者，同年3月日本軍隊在夜晚使用燃燒火箭襲擊他的軍隊總部，造成腿部中傷，同時他的參謀長瑙莫夫·吉洪·伊凡諾維奇 (Note: Наумов Тихон Иванович)陣亡），與他的游擊隊，左二是他的妻子也是游擊隊參謀長妮娜·列別傑娃